# 片倉コープアグリ
片倉コープアグリ株式会社（かたくらコープアグリ、Katakura & Co-op Agri Corporation）は国内大手肥料メーカー。肥料、化成品などの農業用資材等の製造販売及び研究開発を行う会社。旧社名は片倉チッカリン株式会社。

## 概要
主力の配合肥料・化成肥料・農薬入肥料（コープガード）・育苗用の培養土等肥料の製造販売の他、化成品・発酵飼料・化粧品原料・無機素材の製造販売、土壌・堆肥・農作物の分析受託等を行っている。
前身の片倉チッカリンは丸紅系列で、有機肥料のシェアでは大手メーカーの一つであり、また、旧コープケミカルは農林中央金庫をはじめ、JAグループの資本を中心とした同業の大手メーカーであった。両社の合併を前に、丸紅・農林中央金庫ともに、相手方に増資して相互に資本提携を行っていた。
2015年10月1日に大手肥料メーカーコープケミカル株式会社を吸収合併し、「片倉コープアグリ株式会社」に商号変更した。これにより新会社の売上高は国内肥料メーカーで首位となる見込み。

## 沿革
- 1920年（大正9年）3月 - 片倉製糸紡績株式会社（現在の片倉工業）傘下の養蚕組合への桑園用肥料供給を目的として、日支肥料株式会社を大分県大分市に設立。
- 1924年（大正13年）10月 -  片倉米穀肥料株式会社に改称。
- 1924年（大正13年）12月 - 本社を長野県に移転。
- 1929年（昭和4年）6月 - 本社を東京市に移転。
- 1943年（昭和18年）11月 - 片倉化学工業株式会社に改称。
- 1945年（昭和20年）9月 - 八洲産業株式会社に改称。
- 1950年（昭和25年）7月 - 片倉肥料株式会社に改称。
- 1953年（昭和28年）11月 - 東京証券取引所に株式店頭公開。
- 1957年（昭和32年）11月 - 日本チッカリン肥料株式会社、昭和肥料工業株式会社を合併し商号を片倉チッカリン株式会社に改称。名古屋工場を開設。
- 1961年（昭和36年）10月 - 東京証券取引所第2部に上場。
- 1966年（昭和41年）1月 - 大日本産肥株式会社の株式を取得。
- 1997年（平成9年）9月 - 東京証券取引所第1部に上場。
- 2015年（平成27年）10月1日 - コープケミカル株式会社を吸収合併し、片倉コープアグリ株式会社に改称[3]。
- 2020年（令和2年）2月14日 - 創立100周年記念祝賀会を開催[4]。

## 事業所

### 支店
- 北海道支店（北海道旭川市）
- 東北支店（宮城県塩竈市）
- 関越支店（千葉県袖ケ浦市）
- 名古屋支店（名古屋市港区）
- 関西支店（兵庫県姫路市飾磨区）
- 九州支店（大分県速見郡日出町）

### 工場
- 旭川工場（北海道旭川市）
- 八戸工場（青森県八戸市）
- 宮古工場（岩手県宮古市）
- 秋田工場（秋田県秋田市）
- 塩釜工場（宮城県塩竈市）
- 大越工場（福島県田村市）
- つくば工場（茨城県筑西市）
- 岩瀬工場（茨城県桜川市）
- 千葉工場（千葉県袖ケ浦市）
- 新潟工場・新潟ファクトリー・新潟化成品センター（新潟市北区）
- 名古屋工場（名古屋市港区）
- 姫路工場（兵庫県姫路市飾磨区）
- 日出工場（大分県速見郡日出町）

### 研究所
- 筑波総合研究所・つくばファクトリー・つくば分析センター（茨城県土浦市）

### 営業所
青森（青森県青森市）、静岡（静岡市清水区）、甲信（山梨県笛吹市）、南近畿（和歌山県紀の川市）、四国（高知県高知市）

## 関係会社

### 連結子会社
- 大日本産肥（北九州市門司区）（肥料事業）
- カタクラフーズ（北海道稚内市）（飼料事業・その他事業）
- アグリドック（茨城県土浦市）（肥料事業・その他事業）
- コープ商事物流株式会社（新潟市北区）
- コープエンジニアリング株式会社（新潟市北区）
- コープ朝日興産株式会社（秋田県秋田市）
- 宮古カルサイン株式会社（岩手県宮古市）